# Comité français interfédéral
El Comité français interfédéral (es.Comité Francés Interfederal, CFI) fue una federación francesa de fútbol existente entre 1907 y 1919, antecesora directa de la Federación Francesa de Fútbol fundada en 1919 por la transformación de dicho comité.

## Historia

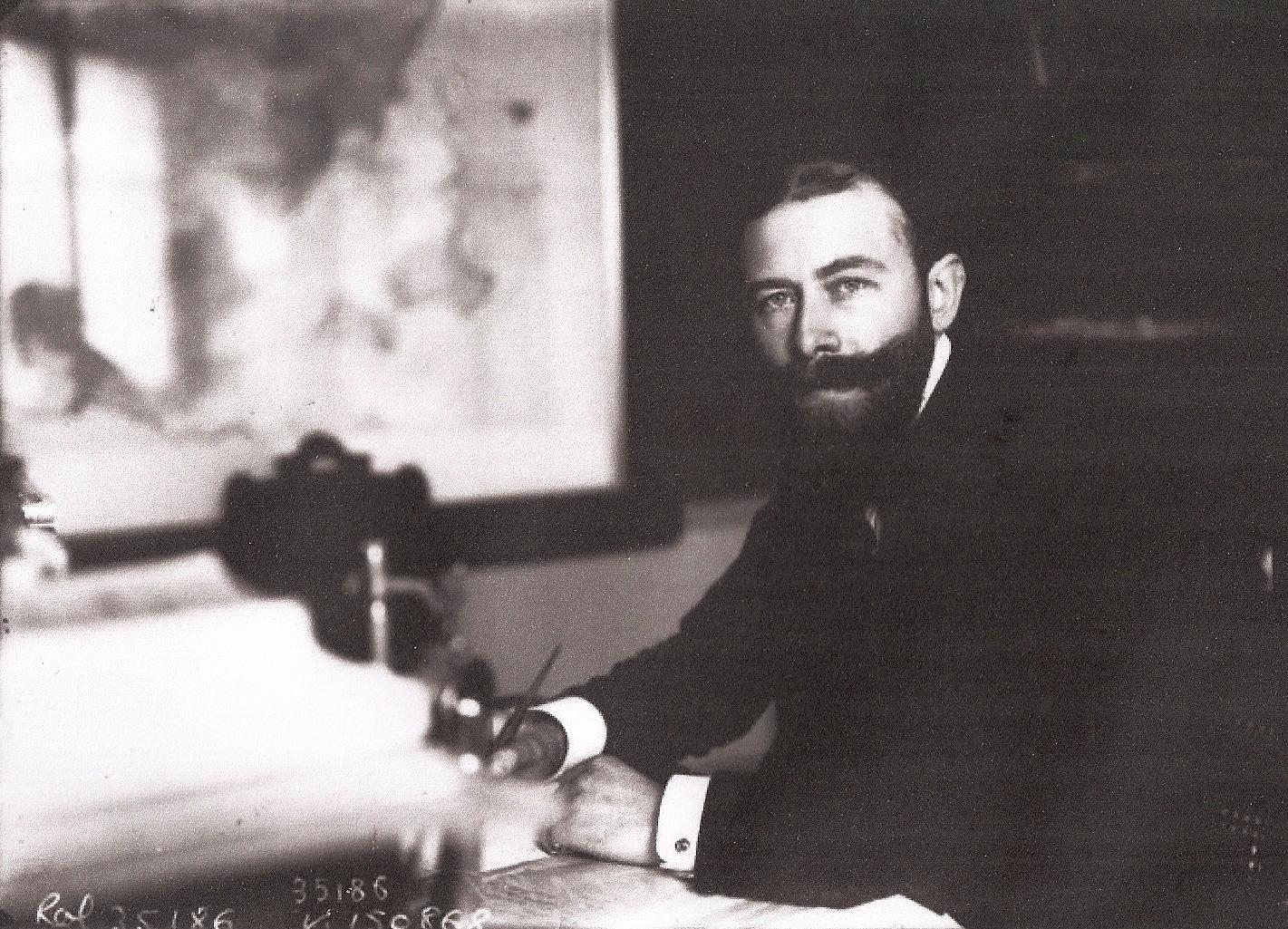
Charles Simon, fundador del CFI, en su oficina (n.º 5, plaza Saint-Thomas-d’Aquin, París).

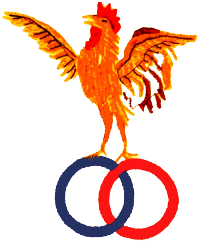
Logo de la USFSA, con el gallo del CFI a partir de 1913.

Fundado el 23 de marzo de 1907 por Charles Simon, presidente del club Étoile des deux lacs y secretario general de la Fédération gymnastique et sportive des patronages de France (FGSPF), el comité francés interfederal reunió en ese entonces, sin hacerlas desaparecer, a todas las federaciones que gestionaban el fútbol en Francia, con la excepción de la Union des sociétés françaises de sports athlétiques (USFSA) y la Fédération des sociétés athlétiques professionnelles de France (FSAF).
Así, la Fédération cycliste et athlétique de France (FCAF), la Fédération athlétique amateur (FAA), la Fédération athlétique du sud-ouest (FASO) —afiliada a la FAA— la Fédération cycliste et athlétique de Lyon et du sud-est (FCALSE) y la propia FGSPF presidida por Simon se unieron al CFI, que también recibió la membresía directa de sociedades deportivas, con más de 400 miembros.
En 1907, el CFI creó el Trofeo de Francia, cuyo trofeo —similar al bouclier de Brennus que desde el 20 de marzo de 1892 se otorga en el campeonato de Francia de rugby 15— fue ofrecido por Pierre de Coubertin. La primera final, ganada por el Étoile des deux lacs, tuvo lugar el 9 de mayo de 1907 en el velódromo del Parque de Burdeos. Al año siguiente, habiendo cometido la USFSA el error político de abandonar la Federación Internacional de Fútbol Asociación (FIFA), el CFI aprovechó la situación para adherirse. Así, el CFI se convirtió en la única organización que representaba a Francia dentro de dicha federación internacional, y posteriormente la propia USFSA se vio obligada a buscar la afiliación a su enemigo histórico en 1913.
El CFI recibió gradualmente el apoyo de todos los defensores del fútbol y en particular el de Jules Rimet (1873-1956) del Red Star, fundador en 1910 de la Ligue de football association (LFA) que se unió al CFI en 1912. Ese mismo año, el CFI decidió limitar estrictamente su campo de acción al fútbol asociación. Charles Simon cayó en el campo de batalla en Écurie (Paso de Calais) durante los combates en el Labyrinthe (Laberinto) de Artois el 15 de junio de 1915 y Henri Delaunay lo sucedió tanto en el CFI como en la FGSPF. El Trofeo de Francia se detuvo ese año, pero se organizó una competición similar en 1916, con el nombre de Copa de Francia. Una reproducción de la copa Charles Simon, creada en 1917 por el CFI y dedicada a la memoria de Charles Simon —su nombre está grabado en ella— lo sucedió en 1917-1918. Ofrecida por Paul Michaux, presidente de la FGSPF, sigue siendo la actual Copa de Francia de la FFF, cuyo original se conserva en la sede federal.

## Ganadores del Trofeo de Francia

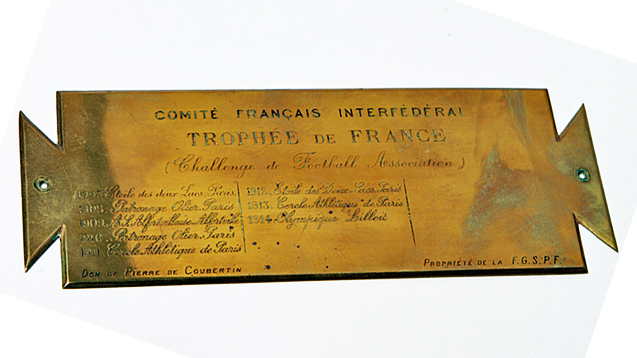
Placa de campeones del Trofeo de Francia.

| Edición | Ganador                      | Finalista                                             | Resultado | Sede de la final  |
| 1907    | Étoile des deux lacs (FGSPF) | FC Simiotin Bordeaux (FASO/FAA)                       | 8-3       | Burdeos           |
| 1908    | Patronage Olier (FGSPF)      | SM Puteaux (FCAF)                                     | 3-0       | Livry-Gargan      |
| 1909    | JA Saint-Ouen (FGSPF)        | Sin final. Retirada del AS Bons Gars Bordeaux (FGSPF) | -         | -                 |
| 1910    | Patronage Olier (FGSPF)      | CA Vitry (FCAF)                                       | 2-0       | Charenton-le-Pont |
| 1911    | CA París (LFA)               | Étoile des deux lacs (FGSPF)                          | 1-0       | Charenton-le-Pont |
| 1912    | Étoile des deux lacs (FGSPF) | Red Star (LFA)                                        | 3-1       | Arcueil           |
| 1913    | CA París (LFA)               | VGA Médoc (FCAF)                                      | 2-1       | Burdeos           |
| 1914    | Olympique Lillois (USFSA)    | VGA Médoc (FCAF)                                      | 4-1       | Charenton-le-Pont |
| 1916    | Olympique (USFSA)            | Étoile des deux lacs (FGSPF)                          | 3-0       | Saint-Ouen        |

## Legado

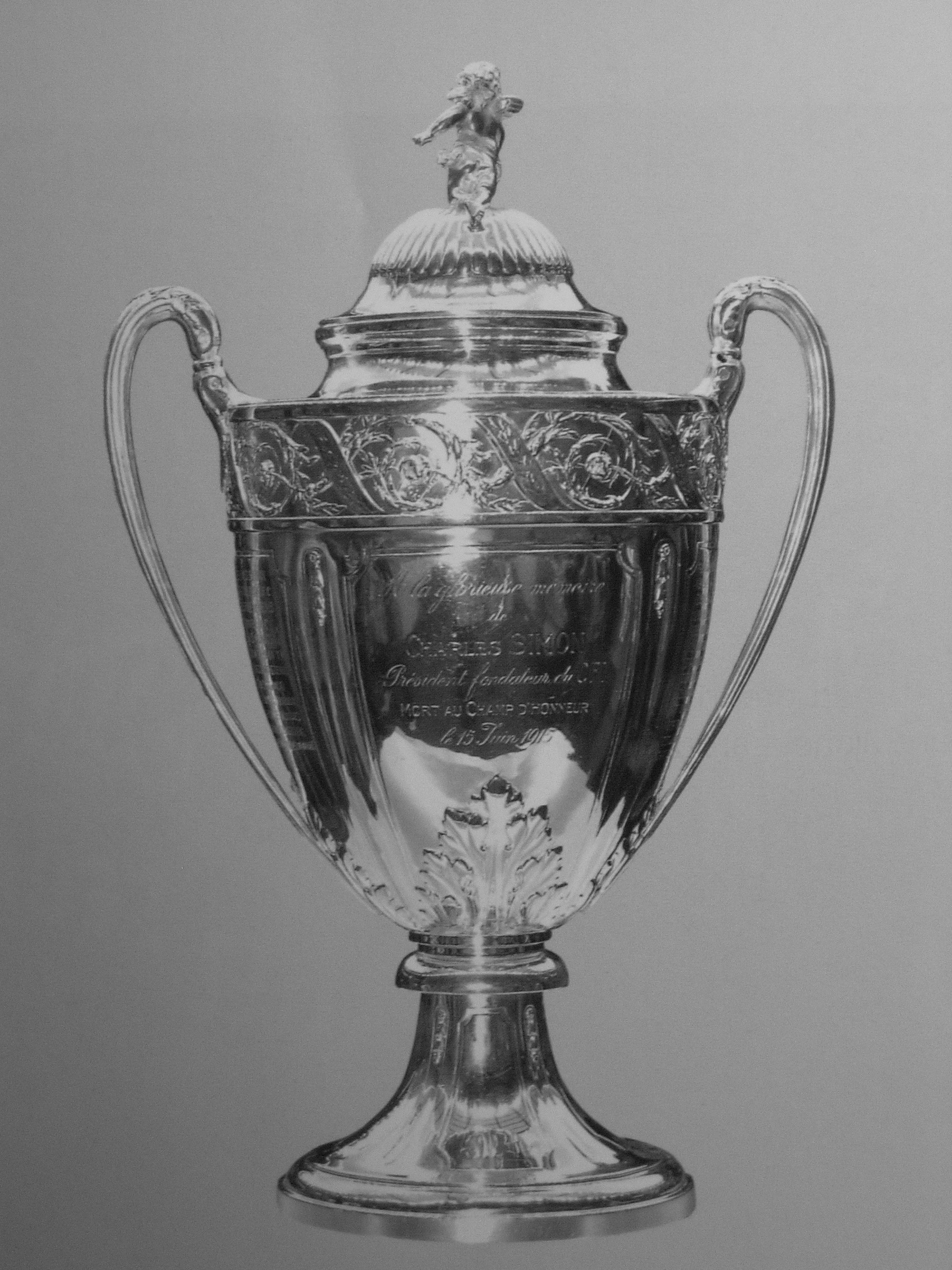
La copa Charles Simon.

La sede del CFI sigue siendo la de la FGSPF, en el número 5 de la plaza Saint-Thomas-d'Aquin de París. Ahí es donde fueron creadas el 5 de enero de 1917 la copa de Francia de fútbol y el 7 de abril de 1919 la Federación Francesa de Fútbol (FFF) con Jules Rimet como su primer presidente y Henri Delaunay como su primer secretario general.
Fue el CFI el que introdujo por primera vez el gallo galo como emblema del deporte francés. Éste fue tomado luego por otras federaciones y por el Comité Olímpico Francés (COF). Después de unirse al CFI, la USFSA también lo agregó a su emblema histórico.